# رود کوبنیا
رود کوبنیا (انگلیسی: Kubnya) یک رودخانه در استان چوواشستان کشور روسیه است.